# Teimuraz I de Kajetia
Teimuraz I (en georgiano: თეიმურაზ I) (1589-1661), de la dinastía Bagrationi, fue un monarca que gobernó con interrupciones como Rey de Kajetia de 1605 a 1648 y también de Kartli de 1625 a 1633. Hijo mayor de David I y Ketevan, Teimuraz pasó la mayor parte de su niñez en la corte del Shah de Irán, donde llegó a ser conocido como Tahmuras Khan. Fue hecho rey  de Kajetia tras una revuelta contra su tío, el reinante Constantino I, en 1605. Desde 1614, inició una lucha de cinco décadas contra la dominación Safávida iraní de Georgia en el curso de la cual perdió a varios de sus familiares y acabó su vida como prisioner del shah  en Astarabad a los 74 años.
Poeta versátil y admirador de la poesía persa, Teimuraz tradujo al Georgiano varias historias de amor persas y transformó las experiencias personales de su largo y complicado reinado en una serie de poemas originales influidos por la por la tradición persa contemporánea.

## Primeros años
Teimuraz era hijo de David I de Kajetia y Ketevan  Bagration-Mukhraneli. Kajetia, la entidad política más oriental que emergió tras la fragmentación del Reino de Georgia a finales del siglo XV, estaba dentro de la esfera de influencia de los safávidas iraníes. Hasta comienzos del siglo XVII, los reyes de Kajetia habían mantenido relaciones pacíficas con sus suzeranos iraníes, pero sus relaciones diplomáticas con Rusia disgustaban a los shahs de Irán. Teimuraz fue retenido como rehén político en la corte Safávida y educado en Esfahan, capital de Irán, bajo la tutela del Shah Abbas I.
Regresó a casa en 1605, después de que cristianoskajetios, organizados por Ketevan, la madre de  Teimuraz, se rebelaran y derrocaran al rey musulmán, Constantino I, que había matado a su propio padre, Alejandro II, en un golpe patrocinado por los iraníes. Los nobles de Kajetia pidieron al Shah Abbas  que confirmara a Teimuraz, nieto de Alejandro II, en el trono. Abbas, frustrado por la rebelión y preocupado por su nueva guerra contra el Imperio otomano, accedió a las demandas kajetias. Teimuraz fue coronado rey y comenzó un largo y complicado reinado en conflicto con sus señores safávidas.
Como el nuevo rey esra aún menor de edad, la Reina Ketevan asumió temporalmente la función de regente regent y concertó, en 1606, el matrimonio de Teimuraz  con Ana, hija de Mamia II Gurieli, Príncipe de Guria en la costa georgiana del Mar Negro. En 1609, Ana murió de un tumor de garganta y Teimuraz se casó nuevamente, con la bendición de Shah Abbas, con Khorashan, hermana de Luarsab II de Kartli, vecino oriental de Kajetia, mientras el propio shah se casaba con la hermana de Teimuraz, Helene.

## Invasión iraní

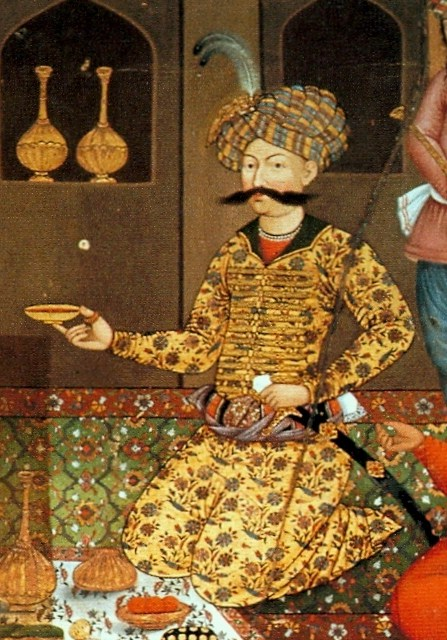
Shah Abbas I de Persia.

A medida que la guerra entre safávidas y otomanos llegaba a su final, Abbas I renovó sus esfuerzos para situar a Georgia más completamente en su imperio. Sus relaciones con Teimuraz I se deterioraron ráipdamente después de que este último desoyera las llamadas del Shah a Esfahan. Teimuraz, amenazado por una invasión iraní, intentó comprar la paz enviando a sus dos hijos, Alejandro y León, y a su madre Ketevan como rehenes honorarios a la corte del shah en 1613. Este movimiento, no obstante, no consiguió aliviar la presión sobre Kajetia.
Una vez las hostilidades con los otomanos cesaron momentáneamente en 1614, Abbas envió sus tropas contra Georgia. Esta vez fue asistido por el noble georgiano, Giorgi Saakadze, un militar capaz que había disfrutado de gran influencia al servicio de Luarsab II de Kartli hasta que las amenazas le llevaron a desertar al shah. Los iraníes expulsaron a Teimuraz y Luarsab de sus reinos hasta Imereti, y Abbas les reemplazó con Georgianos Islamizados. Bagrat VII se instaló en Kartli, mientras que Kajetia fue entregada a un primo de Teimuraz, Isa Khan. Jorge III de Imereti, bajo protección Otomana, rehusó abandonar a los refugiados y el sah respondió entregando Kartli y Kajetia al pillaje de sus tropas. Entonces Luarsab escogió rendirse, pero rechazó la petición del sah de renunciar al cristianismo. Abbas le exilió a Irán donde fue estrangulado en Shiraz en 1622.
Durante su exilio en Imereti en 1615, Teimuraz se unió a Jorge III de Imereti para enviar una carta al Zar Miguel de Rusia, informándole de su oposición al shah iraní y pidiendo ayuda. Recuperado de la época de inestabilidad, los rusos no estaban preparados y no tenían intención de intervenir en el Cáucaso. Dejado a sus propios recursos, los nobles kajetios se unieron con David Jandieri y se rebelaron contra Isa Khan el 15 de septiembre de 1615. La rebelión se extendió pronto a Kartli, y los nobles georgianos propusieron a  Teimuraz I como rey de toda Georgia oriental. Una expedición de castigo  iraní bajo el mando de Ali Quli-Khan fue derrotada por Teimuraz en Tsitsamuri, obligando a Shah Abbas a ponerse personalmente al frente de la siguiente invasión en 1616. La rebelión fue aplastada y Teimuraz huyó una vez más a Georgia occidental. Kajetia fue totalmente devastada, de la que nunca se recuperó plenamente. Como proclama la historia oficial del reinado de Shah Abbas, el Alam-ara proclama: "Desde el principio de Islam eventos similares no han tenido lugar bajo ningún rey."
Las en otro tiempo florecientes ciudades de Kajetia, como Gremi y Zagemi, decayeron hasta convertirse en villorrios y varios asentamientos desaparecieron. Entre sesenta y setenta mil personas fueron asesinadas, y más de cien mil campesinos kajetios fueron deportados a territorios safávidas. Sus descendientes constituyeron el grueso de la población georgiana del actual irán y un dialecto georgiano aún es hablado hoy en Fereydoon Shahr, provincia de Isfahán.

## Rey rebelde

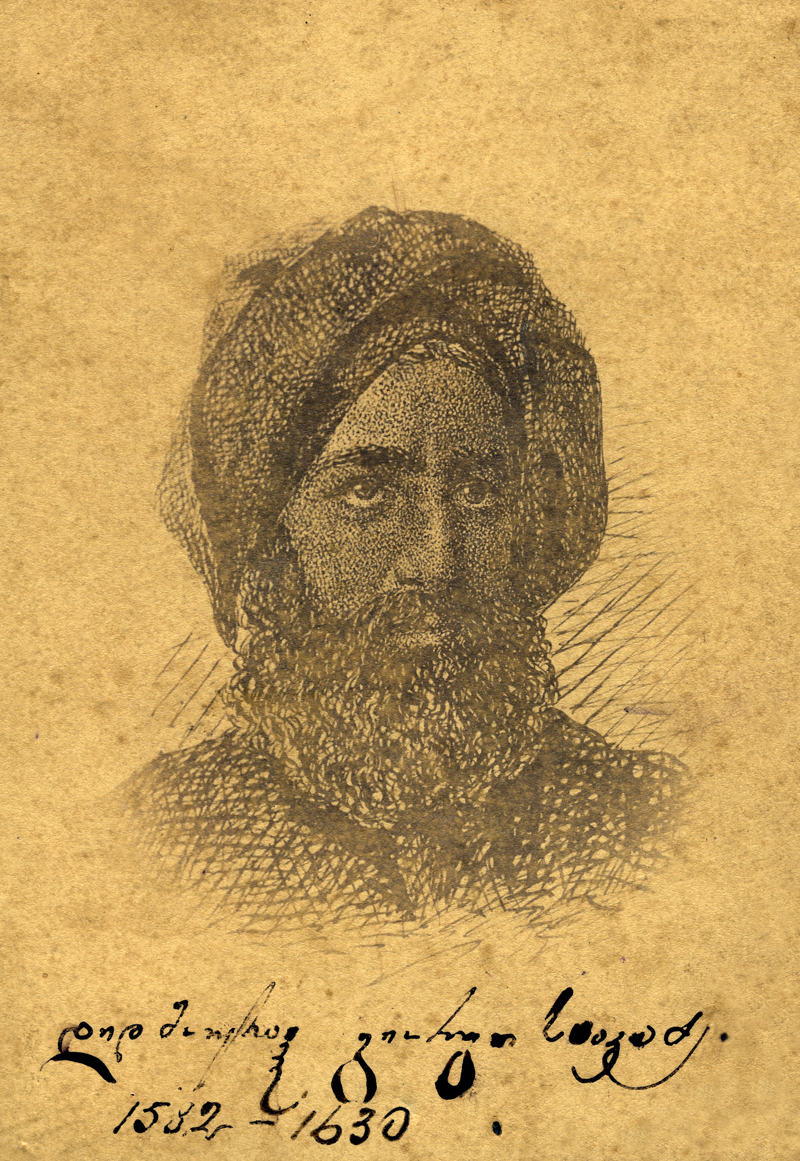
Giorgi Saakadze.

Carta a Felipe IV de España de Teimuraz I.

Teimuraz continuó buscando y utilizando la ayuda rusa y otomana contra Irán y se constituyó en un punto de unión para la oposición a los safávidas, animando a sus súbditos a rechazar a su sustituto. El Shah Abbas se vengó torturando hasta la muerte a la madre del rey, Ketevan, el 13 de septiembre de 1624, y castrando a sus hijos, Alejandro y León.
Entretanto, el gobernador de Kajetia nombrado por Abbas, Paykar Khan, se embarcó en una campaña para recolonizar las áreas despobladas con nómadas Túrquicos, lo que provocó la revuelta de la población georgiana. El anterior aliado georgiano del shah, Giorgi Saakadze, o Mourav-Beg como era conocido en Irán, se unió a la revuelta y dirigió a los Georgianos a la victoria sobre el ejército iraní dirigido por Qarachaqay Khan en la Batalla de Martqopi el 25 de marzo de 1625. Saakadze aniquiló a los inmigrantes túrquicos y reinstauró a Teimuraz como rey de Kartli y Kajetia. El shah fracasó en el alastamiento de la revuelta pese a su pírrica victoria sobre los georgianos en la Batalla de Marabda el 1 de julio de 1625. Ante la resistencia de las guerrilla en las tierras altas de Georgia, Abbas reconoció el derecho del rey rebelde a gobernar.
La nobleza georgiana, no obstante, pronto se dividió en dos frentes opuestos. Por un lado, Saakadze y sus seguidores que objetaban el control de Teimuraz  sobre Kartli y pretendían invitar al príncipe imericio Alejandro (el futuro Alejandro III de Imereti) como nuevo rey. Por otro, Teimuraz y su leal partido kajetio que tuvo un influyente apoyo en Zurab, cuñado de  Saakadze y anterior eristavi ("duque") asociado de Aragvi. Shah Abbas I, sospechoso de las relaciones diplomáticas de Saakadze  con los Otomanos, animó a Teimuraz adar un golpe final al ambicioso general. En 1626, la rivalidad entre los dirigentes Georgianos culminó en la batalla del Lago Bazaleti en la que el ejército real obtuvo una victoria decisiva, exiliándose Saakadze en Constantinopla donde fue ejecutado en 1629 tras una breve carrera militar bajo Ibrahim I.
Tras la derrota de Saakadze y la muerte de Shah Abbas I en 1629, Teimuraz fortaleció su autoridad en Georgia oriental. Instigó a Zurab de Aragvi a que matara a Semayun Khan, el rey rival nombrado por los iraníes en Kartli en 1630, y luego hizo asesinar a Zurab, consiguiendo así librarse de ambos. A comienzos de los años 1630, Teimuraz había logrado más o menos el control estable de Kartli y Kajetia. Decidido a  acabar con la hegemonía safávida sobre  Georgia, Teimuraz envió a su embajador, Niciphores Irbachi, a Europa Occidental y pidió ayuda a Felipe IV de España y al Papa Urbano VIII. No obstante, los gobernantes de Europa estaba demasiado ocupados en la guerra de los Treinta Años (1618–1648) como para preocuparse por el destino de un pequeño reino caucásico, y nada salió de esta misión. La publicación del primer libro Georgiano impreso Dittionario giorgiano e italiano ("Diccionario Georgiano-italiano"; Roma, 1629) por Stefano Paolini y Niciphores Irbachi fue único resultado de esta embajada.

## Fin de reinado
Mientras, las relaciones de Teimuraz relaciones con el nuevo shah iraní, Safi, se deterioraban progresivamente. En 1631, Teimuraz se vengó de las tribus montañosas de Dagestan por haberse unido al Shah Abbas en la destrucción de Kajetia, y devastó muchos de sus poblamientos (auls). En 1633, acogió a su cuñado Daud Khan, el gobernador iraní (beglarbeg) de Ganja y Karabakh de origen Georgiano, que había huido tras la ruina de la familia de su hermano Imam-Quli Khan, el influyente gobernador de  Fars, Lar y Baréin. Teimuraz rechazó entregar al fugitivo, y, ante las posibles consecuencias de esta negativa, reunió a sus fuerzas. El Shah Safi respondió deponiendo a Teimuraz y reemplazándole con su favorito, el príncipe musulmáon georgiano Cosroes Mirza (Rustam o Rustam Khan), que había jugado un importante rol en la consolidación del poder de safávoda tras la muerte del Sah Abás el Grande.
Rustam y su amigo Georgiana[¿quién?] a servicio de los safávidas, Rustam Khan, dirigió el ejército persa a Georgia y ocupó Kartli y Kajetia en 1633. Teimuraz huyó de nuevo a Imericia, pero regresó a Kajetia en 1634. En 1638, gracias a la mediación de Rustam, Teimuraz fue perdonado y confirmado como rey de Kajetia por el sah. No obstante, reinició sus relaciones con Rusia y juró lealtad al Zar Miguel el 23 de abril de 1639, pero el protectorado ruso nunca se materializó en la práctica.
En 1641, Teimuraz, que intentaba unir baja su control toda Georgia oriental bajo su dominio, respaldó una conspiración nobiliaria contra Rustam, lo que arruinó sus relaciones con el gobernante de Kartli. El complot fracasó y el rey de Kajetia, que ya había avanzado con sus tropas hasta las murallas de Tiflis, la capital de Rustam, tuvo que retirarse. En 1648, Rustam Khan, junto al ejército persa, marchó contra Kajetia y derrotó a Teimuraz en Magharo. Habiendo perdido a su último hijo superviviente, David, en el campo de batalla, Teimuraz huyó a Imericia desde donde intentó recuperar la corona con la ayuda rusa. Envió a su nieto y único heredero, Heraclio, a Moscú en 1653, y visitó personalmente al zar Alejo de Rusia en junio de 1658.
Mientras tanto, la disposición de Rustam a cooperar con sus suzeranos safávidas permitió a Kartli disfrutar de una mayor autonomía y prosperidad y paz relativas. Sin embargo, los nobles y el pueblo de Kajetia continuaron apoyando al exiliado Teimuraz en la esperanza de acabar con su sometimiento a Irán. Para acabar con la resistencia de Kajetia de una vez por todas, Sah Abbas II revivió el plan de repoblar el país con nómadas túrquicos, una medida que incitó una revuelta general en 1659. Los rebeldes consiguieron expulsar a los nómadas pero tuvieron que aceptar la suzeranía del sah.
Incapaz de ganar el soporte ruso para su causa, Teimuraz concluyó que las perspectivas de recuperar la corona eran nulas y regresó a Imericia para retirarse a un monasterio en 1661, el mismo año en que el sucesor de Rustam al trono de Kartli, Vajtang V, entró en Georgia occidental para entronizar a su hijo, Archil, como rey de Imericia. Vajtang V envió a Teimuraz a Isfahán y el viejo exmonarca Georgiano fue honorablemente recibido por Abbas II, pero fue encarcelado cuando su nieto Heraclio regresó de Rusia e hizo un intento fallido de tomar Kajetia. Teimuraz murió en cautividad en la fortaleza de Astarabad en 1661. Sus restos fueron trasladados a Georgia y enterrados en el monasterio de Alaverdi.

## Poesía
Los trabajos literarios de Teimuraz I abarcan un amplio rango de temas e incluyen poemas originales así como traducciones y adaptaciones persas. Este rey  poeta tuvo tal conocimiento universal de la literatura persa y Georgiana literatura y estaba tan orgulloso de sus innovaciones en la poesía Georgiana, que, en su vejez, Teimuraz se proclamó el poeta más grande de Georgia y se consideró superior al celebrado autor Shota Rustaveli. A pesar de que tal reclamación no ha sido aceptada nunca por los críticos literarios georgianos, no hay duda de que su lirismo cortesano y amanerado tuvo una cierta influencia en la poesía georgiana de los siglos XVII a XIX. Educado en la corte Sáfavida, manejaba fluidamente el persa, y su lenguaje poético está lleno de alusiones e imágenes persas, préstamos lingüísticos, y fraseología. Comentando su interés en la poesía persa, escribió: "El dulzor del discurso persa me urgió a componer la música del verso." Durante su primer periodo creativo, 1629–34, cuando estaba relativamente seguro en su trono, Teimuraz tradujo y adaptó del persa los idilios de Layla y Majnun (Georgiano: ლეილმაჯნუნიანი, Leilmajnuniani), Yusuf y Zulaikha (იოსებზილიხანიანი, Iosebzilikhaniani), La Rosa y el Ruiseñor (ვარდბულბულიანი, Vardbulbuliani), y La Vela y la Polilla (შამიფარვანიანი, Shamiparvaniani).
El segundo periodo, 1649–56, estaba en el exilio en la corte de su cuñado, Alejandro III de Imereti, cuando Teimuraz, en sus propias palabras, utilizaba la poesía como terapia: "las lágrimas fluyeron sin piedad como el Nilo de mis ojos. Para vencer escribía de vez en cuando, echaba mi corazón en él." En sus poemas, Teimuraz lamenta la destrucción de su reino, condenando el "transitorio y pérfido mundo", y llora el destino de su familia y amigos, maldiciendo la causa de sus desgracia y las de su pueblo, el "sediento de sangre rey de Persia."
El más elaborado y doloroso poema de Teimuraz, no obstante, fue el primero, El Libro y Pasión de la Reina Ketevan (წიგნი და წამება ქეთევან დედოფლისა, ts'igni da ts'ameba ketevan dedoplisa) escrito en 1625, siete meses después de que su madre, Ketevan, fuera martirizado en Shiraz el 13 de septiembre de 1624. El poema, que en palabras del Profesor Donald Rayfield prueba que "lo que Georgia perdió en rey lo ganó en el poeta", está influido por la hagiografía medieval georgiana, vivamente describiendo las torturas a las que fue sometida la reina madre después de que rechazara las órdenes de Shah Abbas de abjurar del cristianismo. Teimuraz cita sus oraciones a la Santísima Trinaidad y el Arcángel Gabriel para que le dieran fuerza para soportar la tortura y no ahorra al lector ninguno de los horrores de la ejecución de Ketevan. La fuente inmediata de Teimuraz fueron los testigos presenciales  del acontecimiento, los misioneros agustinianos de Irán, que llevaron al rey los restos de su madre. La misma fuente es compartida por otra descripción del martirio de Ketevan, la tragedia clásica Katharine von Georgien del autor alemán Andreas Gryphius (1657).

## Familia
Teimuraz I se casó dos veces; primero, en 1609, con Anna, hija de Mamia II Gurieli, Príncipe de Guria, que murió de úlceras en la garganta al cabo de un año, y en 1612, con Khorashan de los Bagrationi de Kartli (muerta 1658).
Tuvo tres hijos y dos hijas:
Con Anna
- Príncipe Leon (Levan) (1606–1624)
- Príncipe Alejandro (1609–1620)

Ambos fueron tomados como rehenes por Abbas I en 1614 y castrados en un acto de venganza en 1620. Los príncipes jóvenes no sobrevivieron la mutilación y murieron poco después.
- Princesa Tinatin (1610–1642). Se casó con el Shah Safi en 1637.

Con Khorashan
- Príncipe David (1612–1648), creado Príncipe de Mukhrani en 1627. Murió en batalla con el ejército iraní, y la dinastía fue continuada por su hijo, Heraclio.
- Princesa Darejan (muerta en 1668), se casó sucesivamente con el duque Zurab de Aragvi (1623), Alexander III de Imereti (1630), y Vakhtang de Imereti (1661), y destacó por su polémico papel en la política de Georgia occidental.